# Kno
Pour les articles homonymes, voir KNO.
Kno, de son vrai nom Ryan Dean Wisler, est un DJ, producteur et rappeur américain. Il est membre, fondateur et producteur exécutif  du groupe CunninLynguists avec Deacon The Villain.

## Carrière
Il rencontre Deacon lors d'une battle à la fin des années 1990. 
Il a travaillé avec de nombreux rappeurs comme Masta Ace, The Beatnuts et Tonedeff entre autres.
En octobre 2010, Kno sort son premier album solo, Death is Silent, et publie en 2011 un album en collaboration avec le rappeur MarQ Spekt, intitulé Machete Vision.

## Discographie

### Studio albums
Solo
- Death Is Silent (2010)
- Bones (2016)

Collaborations
- Machete Vision (2011) (avec Marq Spekt)
- Bring Me Back When the World Is Cured (2022) (avec Sadistik)

Avec CunninLynguists
- Will Rap for Food (2001)
- SouthernUnderground (2003)
- A Piece of Strange (2005)
- Dirty Acres (2007)
- Oneirology (2011)
- Rose Azura Njano (2017)

Avec Built to Fade
- To Dust (2013)
- Lies in Nostalgia (2020)

EPs
- Phantom Limbs (2015) (with Sadistik)

Remix
- Kno vs Hov – The White Albulum (2004)

Mixtapes
- Excrementals Vol. 1 (2004)
- Excrementals Vol. 2 (2004)
- Excrementals Vol. 3 (2004)
- Excrementals Vol. 4 (2006)
- Excrementals Vol. 5 (2006)